# 喬承詔
喬承詔（1564年—1630年），字楊明，號獻藎，山西汾州府介休縣人，明朝政治人物。。

## 生平
萬曆三十一年（1603年），癸卯科山西鄉試第三十一名舉人。萬曆三十八年（1610年）中式庚戌科會試第一百六十九名貢士，同年殿試登三甲第一百八十一名進士。都察院观政，授直隶真定府冀州南宮縣知縣。四十四年行取，暂擬刑部主事，四十六年考选，选授广西道御史。天啓二年（1622年）十二月復除原职，三年（1623年）二月廵按福建。五年三月任满，以错举解经邦，降三级调外任。
崇祯元年（1628年）以刑科給事中薛國觀举荐，起任浙江道御史，不久升太僕寺少卿，十二月，清兵入犯，奉旨督齐化门。明年，催饷陕西。憂勞得疾，崇祯三年（1630年）卒于行署，享年六十七。

## 著作
著有《綱鑑彙編》四十卷、《喻録》、《策學要略》。

## 家族
曾祖喬鉞；祖喬騰，耆賓；父喬畯，號名山，庠生，敕封文林郎南宮縣知縣。累封中憲大夫、太僕寺少卿；母王氏，封恭人；繼母鈕氏、郭氏、温氏、梁氏、侯氏。弟承誥（禮部儒士、官涿州同知）；承謨。